# Jim Hiscott
James Michael Hiscott (* 4. Dezember 1948 in St. Catharines, Ontario) ist ein kanadischer Komponist und Akkordeonist.

## Leben und Wirken
Hiscott studierte in Kanada und an der University of Lancaster bis 1970 Physik und Mathematik, bevor er zur Musik wechselte. Er war von 1970 bis 1976 Schüler von Samuel Dolin am Royal Conservatory of Music und von 1973 bis 1976 von David Lidov und Richard Teitelbaum an der York University. 
1977 erhielt er einen Kompositionspreis der Canadian Federation of University Women. Im selben Jahr wurde er Musikproduzent beim Radio der CBC Toronto. 1981 war er Gründungsmitglied und erster Präsident der Manitoba Composers Association. Gemeinsam mit Peter Allen, Bruce Carlson und William Pura gründete er im selben Jahr die IZ music, eine Gesellschaft für zeitgenössische Musik, durch die mehrere seiner Werke uraufgeführt wurden.
Hiscott spielte auf dem Akkordeon eigene Werke u. a. beim New Music Festival des Winnipeg Symphony Orchestra, bei Veranstaltungen der Vancouver New Music Society, beim Big Squeeze Festival in Toronto und beim Vancouver Folk Music Festival. Als Solist trat er mit dem Montreal Symphony Orchestra, der Niagara Symphony und dem Winnipeg Symphony Orchestra auf.

## Kompositionen
- 1972: Four Pieces for String Orchestra
- 1972: Osmosis für sechzehn Vokalisten
- 1973: Planes für Streicher
- 1973: Brass Quintet
- 1974: Moss Growing on Ruins für Streicher
- 1974: Four Terrains für Klavier
- 1974: Out of the Prison für Klavier
- 1974: Quintet for Woodwinds
- 1974: Influence and Infusion für Fagott und Klavier
- 1975: Limitation für Streicher
- 1975: Asia für Cello
- 1975: Memories of the Forgotten Stream für Klavier
- 1975: Wake für Oboe, Klarinette, Violine, Cello und Marimba
- 1975: Ceremony II für Flöte, Klarinette, zwei Fagotte, sechs Perkussionisten, Violine, Viola und Kontrabass
- 1975: Ceremony für Klarinette, Fagott, Trompete, Violine und fünf Perkussionisten
- 1975–1976: Memories of the forgotten Stream, Zyklus für Flöte, Oboe, Gitarre, Cello und Klavier
- 1977: Gilgamesh für Akkordeon
- 1977: Uptown Music für Klavier
- 1977: Waterwheel für Gitarre und Klavier
- 1977: Variations on "McCrimmon will never return" für Altsaxophon und Akkordeon
- 1977: Red Dawn für Flöte, Klarinette und Schlagzeug
- 1977: Variations on Oscar Celesin's "My Josephine" für Altflöte, Klarinette, Baritonsaxophon, Schlagzeug und Klavier
- 1978: Midnight Strut für Altsaxophon
- 1978: Trio II für Flöte, Trompete und Cello
- 1978: Ballad No. 1 für Altflöte, Klarinette, Baritonsaxophon, Schlagzeug, Akkordeon und Klavier
- 1978: Rains of Sailendra für Flöte, Klarinette, Violine, Cello, Schlagzeug und Klavier
- 1978: Ceremony III für Flöte, Klarinette, Fagott, Violine, Kontrabass, zwei Schlagzeuger und Klavier
- 1979: Conception Bay Flats für Gitarre
- 1979: Moon and Clouds over the Clyde für Flöte, Oboe, Gitarre, Cello und Klavier
- 1980: Herman the Thrush an the Emerald für Erzähler, Glöte, Oboe, Klarinette, Horn und Fagott
- 1982: St Brendan in America für Akkordeon
- 1982: Spirit Reel für Violine und Akkordeon
- 1983: Exocet für elektrische Gitarre und elektrisches Klavier
- 1983: Variations of a Theme of Giuseppe Verdi für Violine und Klavier
- 1983: Guatemala für Flöte, Klarinette und Kontrabass
- 1985: Métis Dance Variations für Violine, Akkordeon, Schlagzeug und Klavier
- 1985: Quatrain für zwei Flöten
- 1985: Schvester für Stimme, Violine, Klarinette, Akkordeon und Schlagzeug
- 1986: Chant für Cello und Klavier
- 1987: Scenes befgore the Flood für zwei Flöten, zwei Trompeten, zwei Schlagzeuger und Kontrabass
- 1987: Noah für Flöte, Klarinette, Trompete, Harfe, Schlagzeug und Kontrabass
- 1987: Schvester Music für Violine, Klarinette, Akkordeon und Schlagzeug
- 1988: Bulgarian Dance für Klavier
- 1988: Lesotho für Akkordeon
- 1989: Les Larmes de Polichinelle für Flöte, Viola und Cello
- 1989: Altiplano für zwei Trompeten, Horn und Posaune
- 1990: Blue Ocean für Klarinette, Akkordeon, Cello und Klavier
- 1991: Dancing on Wings of Fire für Streicher und Akkordeon
- 1991: Heart of Stars für zwei Saxophonisten und Klavier
- 1992: String Quartet
- 1992: Life in Paradise für Bassklarinette und Akkordeon
- 1993: Romantic Nights für Viola und zwei Schlagzeuger
- 1993: Rain and Mourning für Bassklarinette, Horn, Violine, Cello und Klavier
- 1995: Temple Steps für Orchester
- 1995: The Shield of St. Patrick für Mezzosopran, Violine, Viola, Cello und Kontrabass
- 1996: The Needle's Eye für Violine, Akkordeon und Klavier
- 1997: You should not mourn für Countertenor, zwei Tenöre und Bariton
- 1997: River Flowing für Flöte, Bassklarinette und Schlagzeug
- 1997: Moon Light für Violine und Klavier
- 1998: Surge für Bläserband
- 1998: Maya für zwei Oboen, Streichquartett und Wayang-Gruppe
- 1998: String Quartet #2
- 1999: The Restless Wind für Kammerorchester
- 1999: The Sickle Chariot für Chor und Streicher
- 1999: Like a Gondola für Chor
- 1999: The Sun and the Moon für Flöte und Cello
- 2000: Pilgrimage für Orchester
- 2000: Swirl für Cello
- 2000: A rose-yellow Moon für Chor
- 2001: Tropics für Orchester
- 2001: Rhythm of Spring für Orchester
- 2001: Homage für Cello
- 2001: String Trio
- 2001: Waves of Passion für Cello, Akkordeon, Klavier und Kontrabass
- 2002: Dancing Waves für Streichorchester
- 2002: Tree of Life für Wayang-Gruppe
- 2002: World Dances für Violine, Klavier und Akkordeon
- 2003: Night Streets für Jazz-Bigband
- 2003: Concerto for Cello and String Orchestra
- 2003: Spiral für zwei Violen
- 2004: River Music für Gitarre
- 2004: The Bay of Naples für Viola und Akkordeon
- 2005: North Wind für Dizi und Orchester
- 2005: Night on an old Trade Route für Chor
- 2006: In Memoriam Walter Klymkiw für Chor, Solisten und Solovioline
- 2006: Magic Phoenix für Wayang-Gruppe und Keyboard
- 2006: River of Light füer Bläserquintett, Akkordeon und Kontrabass
- 2007: Manimasii Aura für Akkordeon und Kammerorchester
- 2007: Beating Heart für Violine, Akkordeon und Kammerorchester